# Pseudophilautus
A Pseudophilautus a kétéltűek (Amphibia) osztályába, a békák (Anura) rendjébe és az evezőbékafélék (Rhacophoridae) családjába tartozó nem. A nembe tartozó fajok közül mára több kihalt (a fajlistában † jelöli). Ugyanakkor több, kihaltnak vélt fajt újból felfedeztek.

## Taxonómiai helyzete
A nemet 2009-ben hozták létre, addig a Philautus nem szinonimája volt.

## Előfordulásuk
A nembe tartozó fajok a Srí Lankán és Indiában, a Nyugati-Ghátokban honosak.

## Szaporodásuk
A Pseudophilautus nembe tartozó békafajok közvetlen fejlődésűek, a petékből egyből kifejlett kis békák fejlődnek ki. Ezzel a megoldással a szaporodás teljes mértékben a szárazföldön történhet. Ugyanakkor a petéknek magas páratartalomra van szükségük, a száraz időszakok hátrányosan hatnak a fejlődésre. A fajok többsége a petéit az erdő talajára helyezi, csak egyetlen faj, a Pseudophilautus femoralis helyezi petéit az aljnövényzet leveleire. A szaporodó pár színe az avar színéhez hasonlóvá válik a rejtőzködés érdekében. A nőstény választja ki a peterakáshoz megfelelő helyet, a petéket a talajba keveri, és betakarja. A petéket a pár nem őrzi.
A peték mérete 3,7–5,7 mm. A kifejlődés 24–68 nap alatt következik be. Az embrióknak nincs külső kopoltyúja, de farkuk meglehetősen nagy méretű. A fajtól függően a kis békák farokkal vagy anélkül születnek, és a petezsák látható rajtuk.

## Rendszerezés
A nembe az alábbi fajok tartoznak:
- Pseudophilautus abundus (Manamendra-Arachchi & Pethiyagoda, 2005)
- Pseudophilautus adspersus (Günther, 1872)
- Pseudophilautus alto (Manamendra-Arachchi & Pethiyagoda, 2005)
- Pseudophilautus amboli (Biju & Bossuyt, 2009)
- Pseudophilautus asankai (Manamendra-Arachchi & Pethiyagoda, 2005)
- Pseudophilautus auratus (Manamendra-Arachchi & Pethiyagoda, 2005)
- Pseudophilautus bambaradeniyai Wickramasinghe, Vidanapathirana, Rajeev, Ariyarathne, Chanaka, Priyantha, Bandara & Wickramasinghe, 2013
- Pseudophilautus caeruleus (Manamendra-Arachchi & Pethiyagoda, 2005)
- Pseudophilautus cavirostris (Günther, 1869)
- Pseudophilautus conniffae Batuwita, De Silva, and Udugampala, 2019
- Pseudophilautus cuspis (Manamendra-Arachchi & Pethiyagoda, 2005)
- Pseudophilautus dayawansai Wickramasinghe, Vidanapathirana, Rajeev, Ariyarathne, Chanaka, Priyantha, Bandara & Wickramasinghe, 2013
- Pseudophilautus decoris (Manamendra-Arachchi & Pethiyagoda, 2005)
- Pseudophilautus dilmah Wickramasinghe, Bandara, Vidanapathirana, Tennakoon, Samarakoon & Wickramasinge, 2015
- Pseudophilautus dimbullae† (Shreve, 1940)
- Pseudophilautus eximius† (Shreve, 1940)
- Pseudophilautus extirpo† (Manamendra-Arachchi & Pethiyagoda, 2005)
- Pseudophilautus femoralis (Günther, 1864)
- Pseudophilautus fergusonianus (Ahl, 1927)
- Pseudophilautus folicola (Manamendra-Arachchi & Pethiyagoda, 2005)
- Pseudophilautus frankenbergi (Meegaskumbura & Manamendra-Arachchi, 2005)
- Pseudophilautus fulvus (Manamendra-Arachchi & Pethiyagoda, 2005)
- Pseudophilautus hallidayi (Meegaskumbura & Manamendra-Arachchi, 2005)
- Pseudophilautus halyi† (Boulenger, 1904)
- Pseudophilautus hankeni Meegaskumbura & Manamendra-Arachchi, 2011
- Pseudophilautus hoffmanni (Meegaskumbura & Manamendra-Arachchi, 2005)
- Pseudophilautus hoipolloi (Manamendra-Arachchi & Pethiyagoda, 2005)
- Pseudophilautus hypomelas (Günther, 1876)
- Pseudophilautus jagathgunawardanai Wickramasinghe, Vidanapathirana, Rajeev, Ariyarathne, Chanaka, Priyantha, Bandara & Wickramasinghe, 2013
- Pseudophilautus kani (Biju & Bossuyt, 2009)
- Pseudophilautus karunarathnai Wickramasinghe, Vidanapathirana, Rajeev, Ariyarathne, Chanaka, Priyantha, Bandara & Wickramasinghe, 2013
- Pseudophilautus leucorhinus† (Lichtenstein & Martens, 1856)
- Pseudophilautus limbus (Manamendra-Arachchi & Pethiyagoda, 2005)
- Pseudophilautus lunatus (Manamendra-Arachchi & Pethiyagoda, 2005)
- Pseudophilautus macropus (Günther, 1869)
- Pseudophilautus maia (Meegaskumbura, Manamendra-Arachchi, Schneider & Pethiyagoda, 2007)
- Pseudophilautus malcolmsmithi (Ahl, 1927)
- Pseudophilautus microtympanum (Günther, 1858)
- Pseudophilautus mittermeieri (Meegaskumbura & Manamendra-Arachchi, 2005)
- Pseudophilautus mooreorum (Meegaskumbura & Manamendra-Arachchi, 2005)
- Pseudophilautus nanus† (Günther, 1869)
- Pseudophilautus nasutus† (Günther, 1869)
- Pseudophilautus nemus (Manamendra-Arachchi & Pethiyagoda, 2005)
- Pseudophilautus newtonjayawardanei Wickramasinghe, Vidanapathirana, Rajeev, Ariyarathne, Chanaka, Priyantha, Bandara & Wickramasinghe, 2013
- Pseudophilautus ocularis (Manamendra-Arachchi & Pethiyagoda, 2005)
- Pseudophilautus oxyrhynchus (Günther, 1872)
- Pseudophilautus papillosus (Manamendra-Arachchi & Pethiyagoda, 2005)
- Pseudophilautus pardus (Meegaskumbura, Manamendra-Arachchi, Schneider & Pethiyagoda, 2007)
- Pseudophilautus pleurotaenia (Boulenger, 1904)
- Pseudophilautus poppiae (Meegaskumbura & Manamendra-Arachchi, 2005)
- Pseudophilautus popularis (Manamendra-Arachchi & Pethiyagoda, 2005)
- Pseudophilautus procax (Manamendra-Arachchi & Pethiyagoda, 2005)
- Pseudophilautus puranappu Wickramasinghe, Vidanapathirana, Rajeev, Ariyarathne, Chanaka, Priyantha, Bandara & Wickramasinghe, 2013
- Pseudophilautus regius (Manamendra-Arachchi & Pethiyagoda, 2005)
- Pseudophilautus reticulatus (Günther, 1864)
- Pseudophilautus rugatus† (Ahl, 1927)
- Pseudophilautus rus (Manamendra-Arachchi & Pethiyagoda, 2005)
- Pseudophilautus samarakoon Wickramasinghe, Vidanapathirana, Rajeev, Ariyarathne, Chanaka, Priyantha, Bandara & Wickramasinghe, 2013
- Pseudophilautus sarasinorum (Müller, 1887)
- Pseudophilautus schmarda (Kelaart, 1854)
- Pseudophilautus schneideri Meegaskumbura & Manamendra-Arachchi, 2011
- Pseudophilautus semiruber (Annandale, 1913)
- Pseudophilautus silus (Manamendra-Arachchi & Pethiyagoda, 2005)
- Pseudophilautus silvaticus (Manamendra-Arachchi & Pethiyagoda, 2005)
- Pseudophilautus simba (Manamendra-Arachchi & Pethiyagoda, 2005)
- Pseudophilautus singu (Meegaskumbura, Manamendra-Arachchi & Pethiyagoda, 2009)
- Pseudophilautus sirilwijesundarai Wickramasinghe, Vidanapathirana, Rajeev, Ariyarathne, Chanaka, Priyantha, Bandara & Wickramasinghe, 2013
- Pseudophilautus sordidus (Manamendra-Arachchi & Pethiyagoda, 2005)
- Pseudophilautus steineri (Meegaskumbura & Manamendra-Arachchi, 2005)
- Pseudophilautus stellatus (Kelaart, 1853)
- Pseudophilautus stictomerus (Günther, 1876)
- Pseudophilautus stuarti (Meegaskumbura & Manamendra-Arachchi, 2005)
- Pseudophilautus tanu (Meegaskumbura, Manamendra-Arachchi & Pethiyagoda, 2009)
- Pseudophilautus temporalis† (Günther, 1864)
- Pseudophilautus variabilis† (Günther, 1858)
- Pseudophilautus viridis (Manamendra-Arachchi & Pethiyagoda, 2005)
- Pseudophilautus wynaadensis (Jerdon, 1854)
- Pseudophilautus zal† (Manamendra-Arachchi & Pethiyagoda, 2005)
- Pseudophilautus zimmeri† (Ahl, 1927)
- Pseudophilautus zorro (Manamendra-Arachchi & Pethiyagoda, 2005)